# Erannis nigrofasciata
Erannis nigrofasciata là một loài bướm đêm trong họ Geometridae.